# 特定建築物
特定建築物（とくていけんちくぶつ）は、「建築物における衛生的環境の確保に関する法律」に基づき、特定用途に利用される部分の面積が、3000m2以上（学校教育法第1条に規定する学校の場合は8000m2以上）の建築物と定義されている。
維持管理権原者は、衛生的・快適に使用できるよう、建築物環境衛生管理基準に従って維持管理を行い、建築物環境衛生管理技術者を選任し監督させ、その基準に適合させるための意見を尊重する義務がある。また、特定建築物でない建築物においても、多数の者が使用・利用するものについては同様の管理を行うよう努めなければならないとされている。
日本国内の特定建築物の数は、事務所17,660棟、店舗7,284棟、百貨店2,135棟、興行場1,215棟、学校3,140棟、旅館5,966棟、その他3,638棟の計41,038棟を数える（2008年）。

## 特定建築物の範囲

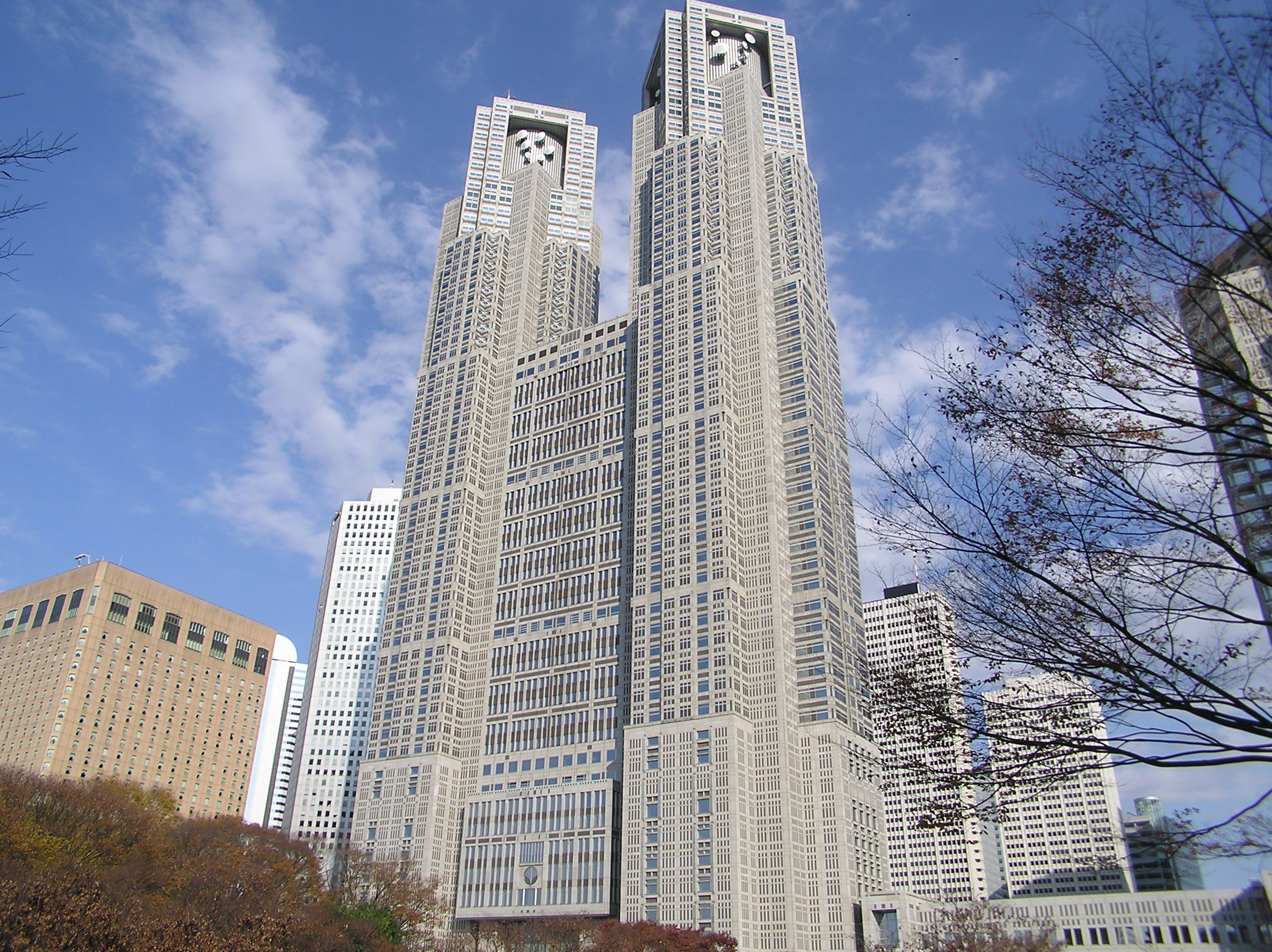
特定建築物の例（東京都庁）

特定建築物の範囲は、特定用途に利用される部分の面積が、3,000m2以上（学校教育法第1条に規定する学校の場合は8,000m2以上）の建築物と定義されている。
特定用途に利用される部分の面積とは
1. 特定用途（そのもの）の部分
2. 特定用途に附随する部分（廊下・便所など）
3. 特定用途に附属する部分（専用の倉庫・駐車場など）

を合計したものである。
| 番号 | 用途           | 内容 | 備考                                                              |
| ---- | -------------- | --- | ----------------------------------------------------------------- |
| 1    | 興行場         | 興行場法に定義される興行場をいい、映画・演劇・音楽・スポーツ・演芸又は観せ物を公衆に見せ､又は聞かせる施設              |                                                                   |
| 2    | 百貨店         | 大規模小売店舗立地法第2条に規定する大規模小売店舗（飲食店業を除き、物品加工修理業を含む）                              | 7の店舗のうち特に大規模なものスーパーマーケット・疑似百貨店を含む |
| 3    | 集会場         | 会議・社交等の目的で公衆の集合する施設をいい、公民館・市民ホール・各種の会館・結婚式場等                               |                                                                   |
| 4    | 図書館         | 図書・記録・その他必要な資料を収集し・整理し・保存して、公衆の利用に供することを目的とする施設                         | 図書館法に規定するものに限らない                                  |
| 5    | 博物館・美術館 | 歴史・芸術・民俗・産業・自然科学・美術等に関する資料を収集し・整理し・保存して、公衆の利用に供することを目的とする施設 | 博物館法に規定するものに限らない                                  |
| 6    | 遊技場         | 設備を設けて、公衆に麻雀・パチンコ・卓球・ボウリング・ダンス・その他の遊技をさせる施設                                 | 体育館・その他スポーツ施設は含まれない                            |
| 7    | 店舗           | 卸売・小売店等の物品販売業の他・飲食店・理容所・美容所・その他サービス業に係る店舗を広く含む                           |                                                                   |
| 8    | 事務所         | 事務をとることを目的とする施設をいう。名称にかかわらず事実上事務を行っていると同視される施設も該当する                 | 銀行等は店舗と事務所の両方の用途を兼ねるとして把握される          |
| 9    | 学校           | 小学校・中学校・高等学校・大学・高等専門学校・盲学校・聾学校・養護学校・幼稚園・専門学校・各種学校等                   | 類似の教育を行う施設や研修を行うための施設（研修所）も該当する    |
| 10   | 旅館           | 旅館業法第2条第1項に定義する旅館業を営むための施設（旅館､ホテル等）                                                    | 寄宿舎は含まれない                                                |

## 特定建築物に関する建築確認申請時における通知・事前協議
建築確認申請がなされた特定建築物の構造・設備等について、建築主事などから管轄の保健所長などを通じて都道府県知事へ通知され意見が述べられる場合がある。または、条例により建築主に事前協議が義務付けられる場合がある。

## 特定建築物に関する届出
特定建築物の維持管理権原者は、使用開始の日から1ヶ月以内に、地方公共団体の保健所などの衛生担当部局（地域によって異なる）を経由して、建築物が所在する都道府県の知事などに特定建築物届を届出る必要がある。また、届出事項に変更が生じたとき、もしくは特定建築物に該当しなくなったときには、そのときから1ヶ月以内に届出が必要である。
届出事項
1. 特定建築物の名称・所在地（地番表示も必須）
2. 特定建築物の用途・構造・設備の概要
3. 特定建築物の特定用途及び特定用途以外の面積
4. 特定建築物の所有者等の氏名・住所、法人の場合はその名称、事務所の所在地、代表者の氏名
5. 建築物環境衛生管理技術者の氏名・住所・免許番号・兼任している場合はその名称と所在場所
6. 特定建築物が使用されるに至った年月日

添付書類としては次のものが必要である。
1. 特定建築物の構造設備の概要書
2. 案内図
3. 配置図
4. 空気調和設備（機械換気設備）の系統図及びダクト配管図
5. 給排水設備の系統図
6. 主要機器一覧表
7. 建築物環境衛生管理技術者の免状の写し（免状の本証を持参しての確認が必要である）

## 建築物環境衛生管理技術者の選任
特定建築物の維持管理権原者は、建築物環境衛生管理技術者を選任し、維持管理が環境衛生上適正に行われるように監督させ（法6条第1項）、建築物環境衛生管理基準に適合させるためのその意見を尊重しなければならない（同第2項）。選任にあたっては、直接雇用・他事業者への建築物総合管理の委託などによって法的関係が成立していれば良いとされる。
所有者等は特定建築物ごとに1名の建築物環境衛生管理技術者を専任しなければならない（建築物衛生法施行規則5条第1項）、建築物のそれぞれの所有者等が、複数の特定建築物の建築物環境衛生管理技術者を兼任しても職務の遂行に支障ないと認める場合には、２つ以上の特定建築物の兼任が認められる（同第2項）。職務遂行に支障がないとは管理業務計画を立案し、建築物環境衛生管理基準に従いすべての建築物を適切に管理する等、監理技術者の職務が遂行できることをいう。兼任できる建築物数の上限や相互の距離についても、職務の遂行に支障ない範囲とされ、具体的に定められていない。
以前は原則として建築物環境衛生管理技術者は他の特定建築物と兼任できず、一定の要件（相互の距離、それぞれの用途、特定用途に供される部分の延べ面積、構造設備、特定建築物維持管理権原者の同一性など）が確保されている場合のみ兼任が認められたが、令和3年12月24日付け、建築物における衛生的環境の確保に関する法律施行規則の一部を改正する省令(厚生労働省令第199号)により条件が緩和された。兼任する場合は、所有者等は管理技術者の職務の遂行に支障が無いことを確認した結果を記載した確認書を、次節の帳簿類とともにそれぞれの建築物に備え付けておかないといけない。改正以前より複数の建築物の監理技術者を兼任している場合、新たに確認書を作成する必要は無いが、新たに兼任する特定建築物が増えた場合（２つ兼任→３つ兼任となった場合など）は全ての建築物について確認書を作成しなければならない。
改正以前の取り扱いは次の通り
「学校教育法」第1条に規定する学校以外の特定建築物の場合 : 統一的管理性が確保されている場合においては､3棟までの兼任を認めることができる。
学校教育法第1条に規定する学校の場合 : 同一敷地内又は近接する敷地内にある建築物で､統一的管理性が確保されている場合においては、兼任を認めることができる。
なお､統一的管理性とは、建築物の維持管理権原者が同一で、かつ、空気調和設備・給水設備等建築物の衛生的環境の確保に係る設備が類似の形式であり、管理方法の統一化が可能なものをいうものであること。
また、利害が相反するため、建築物における衛生的環境の確保に関する法律に基づく登録営業所に置かれる建築物環境衛生総合管理業等の監督者等と兼務できない。これは令和3年12月の改正後も同様である。

## 帳簿類の備え付け
特定建築物の維持管理権原者は、次の帳簿類を備え付けておかなければならない。
1. 建築物環境衛生管理基準に関する帳簿書類
2. 建築物の構造、設備の配置・系統を明らかにした図面（増改築や設備変更を行ったときは、図面の変更や追加記入が必要）
3. その他、環境衛生管理に必要な帳簿類

2に関しては特定建築物が存在している期間、1,3に関しては5年間の保存義務がある。
| 項目                 | 項目                 | 点検整備計画 | 管理・実施状況記録 |
| -------------------- | -------------------- | --- | --- |
| 総合管理計画         | 総合管理計画         | 環境衛生に関する総合的管理計画 | 年間管理計画書 |
| 空調設備             | 空調設備             | - 冷却塔の清掃 - 加湿器の清掃 - 空気環境測定計画 - 改善調査計画                                                                                        | - 冷却塔の清掃記録 - 加湿装置の清掃記録 - 空気環境測定記録 - 改善調査報告書 |
| 給水設備             | 飲料水               | 給水設備自主点検の計画 - 貯水槽（貯湯槽を含む）の清掃 - 飲料水の水質検査 - 中央式給湯設備・防錆剤・塩素注入装置などの管理計画 - 中央式給湯水の温度管理 | - 貯水槽の清掃報告書 - 水質検査結果書 - 残留塩素等の測定記録 - 中央式給湯設備の水質検査結果書 - 防錆剤の維持管理記録 - 成分・薬品名・使用量・水質検査 - 注入装置の点検整備 - 中央式給湯水の温度管理記録 |
| 給水設備             | 雑用水               | 雑用水設備自主点検の計画 - 雑用水槽の清掃 - 雑用水の水質検査 - 防錆剤・塩素注入装置などの管理計画                                                      | - 雑用水槽の清掃報告書 - 水質検査結果書 - 残留塩素等の測定記録 - 防錆剤の維持管理記録 - 成分・薬品名・使用量・水質検査 - 注入装置の点検整備                                                             |
| 排水設備             | 排水設備             | - 排水槽の清掃計画 - グリース阻集器の点検整備計画 - 配管洗浄の計画                                                                                     | - 排水槽の清掃報告書 - 浄化槽の維持管理記録 - 放流水の水質検査 - 塩素消毒剤使用量 - グリース阻集器の点検整備記録 - 配管洗浄の記録                                                                       |
| 清掃・廃棄物処理     | 清掃・廃棄物処理     | - 日常清掃・特別清掃の計画 - 清掃に関する設備の点検整備計画 - 廃棄物処理計画                                                                           | - 日常清掃・特別清掃の記録 - 清掃に関する設備の点検整備記録 - 廃棄物処理記録 |
| ねずみ・昆虫等の防除 | ねずみ・昆虫等の防除 | - 生息状況の点検計画 - 生息が認められる場合の防除計画                                                                                                  | - 生息状況点検記録 - 防除実施記録 - 防除効果の調査記録 |
| その他               | その他               | 個別の実情に応じた計画 - 吹付け石綿の管理計画 | - 吹付け石綿の維持管理記録 |

建築物の構造、設備の配置・系統を明らかにした図面
- 建築構造
  - 各階の平面図
  - 東西南北の立面図
  - 断面図
- 設備図面
  - 空調設備の縦系統図・平面系統図・詳細図
  - 給排水設備の縦系統図・平面系統図・詳細図
  - 貯水槽の詳細図
  - 排水槽の詳細図

## 報告・立入検査など
都道府県知事・保健所設置市の市長は、法律の施行に関し必要があると認めるときには、特定建築物の管理権原者に対し必要な報告をさせたり、環境衛生監視員に特定建築物に立ち入らせ、その設備・帳簿書類・その他の物件・維持管理の状況検査や関係者に関係者に質問することができる。また、専ら事務所の用途に供するものは都道府県労働局長の要請があった場合に報告を求めたり、立入検査を行うことができる。
環境衛生監視員は、身分証明書を携帯し、請求があった場合提示することとなっている。
これらの権限は犯罪捜査のために認められたものと解釈してはならないこととなっている。

## 改善・使用禁止命令など
都道府県知事・保健所設置市の市長は、建築物環境衛生管理基準に従って維持管理が行われず、人々の健康を損ないまたはその恐れがあるなど環境衛生上著しく不適当であると認められるときには、その特定建築物の管理権原者に対し、維持管理の方法の改善・その他必要な措置を命令、または、当該事態がなくなるまでの間、特定建築物の一部・あるいは関係設備の使用の制限・停止をすることができる。
なお、不服がある場合は、厚生労働大臣に審査請求をすることができる。